# 卡姆登 (緬因州)
卡姆登（英語：Camden）是一個位於美國緬因州諾克斯縣的市鎮。

## 人口
根據2020年美國人口普查的數據，卡姆登的面積為69.02平方千米，當中陸地面積為47.24平方千米，而水域面積為21.78平方千米。當地共有人口5232人，而人口密度為每平方千米76人。